# 冰岛商业高等专科学校
冰岛商业高等专科学校（Verzlunarskóli Íslands）是冰島的一所學校。它成立於1905年，是在冰島歷史最悠久的私立學校。學校坐落於雷克雅未克，現時約有1200名學生在該校就讀。

## 歷史
學校在頭幾年大約有60至70名學生，人數穩步增長至今。學校的第一屆畢業典禮是在1945年。其最初目標已經改變，但仍任教的基本商業教育，如會計和經濟。

## 著名校友
- Björgólfur Guðmundsson
- Björgólfur Thor Björgólfsson
- 約翰娜·西于爾扎多蒂
- Jón Ásgeir Jóhannesson
- Vilhjálmur Þ. Vilhjálmsson
- 哈德拉·托马斯多蒂尔

## 外部連結
- 冰岛商业高等专科学校的官方網站

64°07′40″N 21°53′47″W / 64.12778°N 21.89639°W